# 許沇
許 沇（きょ えん、生没年不詳）は、中国三国時代の呉の政治家。

## 文献
許沇は『三国志』には記述が無いが、天璽元年（276年）に建てられた顕彰碑『封禅国山碑』には“丞相沇”という文字が存在し、許沇はこの年に呉の丞相であったことが確認できる。
梁章鉅は、著書の『三国志傍証』にて、「別書の『真誥』注『許長史世譜』では、『呉の丞相の許晏、字は孝然、四代に渡って長史を務めた許氏の祖である』とあるが、この許晏は許沇の誤記であり、許晏は嘉禾2年（233年）に公孫淵に使いして斬られた1人の執金吾の許晏の事で、許晏と許沇の間に血縁がある可能性が感じられるが確証はない。許沇は天璽元年（276年）前後は間違いなく呉の丞相であったが、鳳凰元年（272年）8月に前任の丞相万彧が亡くなった以降、そして天紀3年（279年）8月に張悌が丞相を拝命する以前、の間の呉の丞相の記述が無いので、その間の期間のいずれかで許沇が呉の丞相であったのは間違いない」との見解を示している。

## 伝記資料
- 『封禅国山碑』
- 『三国志傍証』梁章鉅（中国語版）著